# Роберто Каретеро
Роберто Каретеро (шп. Roberto Carretero; 30. август 1975) је бивши шпански тенисер.
У каријери је освојио једну титулу у синглу и то на АТП Мастерс турниру у Хамбургу 1996. године. Победио је фаворизованог Алекса Коређу у четири сета, тада је био 143 на листи. Најбољи пласман на АТП листи је достигао у мају 1996. када је био 58 тенисер света.

### Појединачно 1 (1—0)
| Исход  | Година | Турнир  | Противник    | Резултат           |
| Победа | 1996   | Хамбург | Алекс Коређа | 2–6, 6–4, 6–4, 6–4 |